# Calotrichopsis
Calotrichopsis — рід грибів родини Lichinaceae. Назва вперше опублікована 1890 року.

## Класифікація
До роду Calotrichopsis відносять 4 види:
- Calotrichopsis filiformis
- Calotrichopsis granulosa
- Calotrichopsis insignis
- Calotrichopsis rivae